# Ołeksandr Petrusenko
Ołeksandr Ołeksandrowycz Petrusenko (ukr. Олександр Олександрович Петрусенко, ur. 26 marca 1998 w Kijowie) – ukraiński piłkarz występujący na pozycji pomocnika w chorwackim klubie NK Istra 1961.

## Kariera
W sierpniu 2022 roku został piłkarzem NK Istra 1961. W latach 2016–2017 występował w reprezentacji Ukrainy U-19 oraz U-21.